# SS M1 1253
SS M1 1253 är Sveriges äldsta bevarade och fungerande elektriska spårvagn. Den byggdes 1901 av Asea och är sedan 1968 placerad i Spårvägsmuseet i Malmköping.

## Historia
Spårvagnen tillverkades i Västerås av Asea, för Stockholms Södra Spårvägs AB (SSB) 1901 och hade då littera A1 och nummer 11. Den hade då öppna plattformar och plats för 41 passagerare (18 sittande och 23 stående). Plattformarna glasades in någon gång mellan 1910 och 1915.
Vagnen fick senare littera A4 och nummer 181, då den ägdes av AB Stockholms Spårvägar.
Efter detta har vagnen även haft littera A239 nummer 9253, littera A211 nummer 9253, littera A213 nummer 9253, och littera M1 nummer 1253, och varit både smörjvagn och senare paketvagn.
Stockholms spårvägar donerade 1965 vagnen till Svenska Spårvägssällskapet. 1968 transporterades spårvagnen per järnväg till Malmköping, där den bland annat målades om till den färgsättning den hade på 1920-talet. Samma år bytte vagnen nummer från SS 9253 till SS 1253.

## Bilder

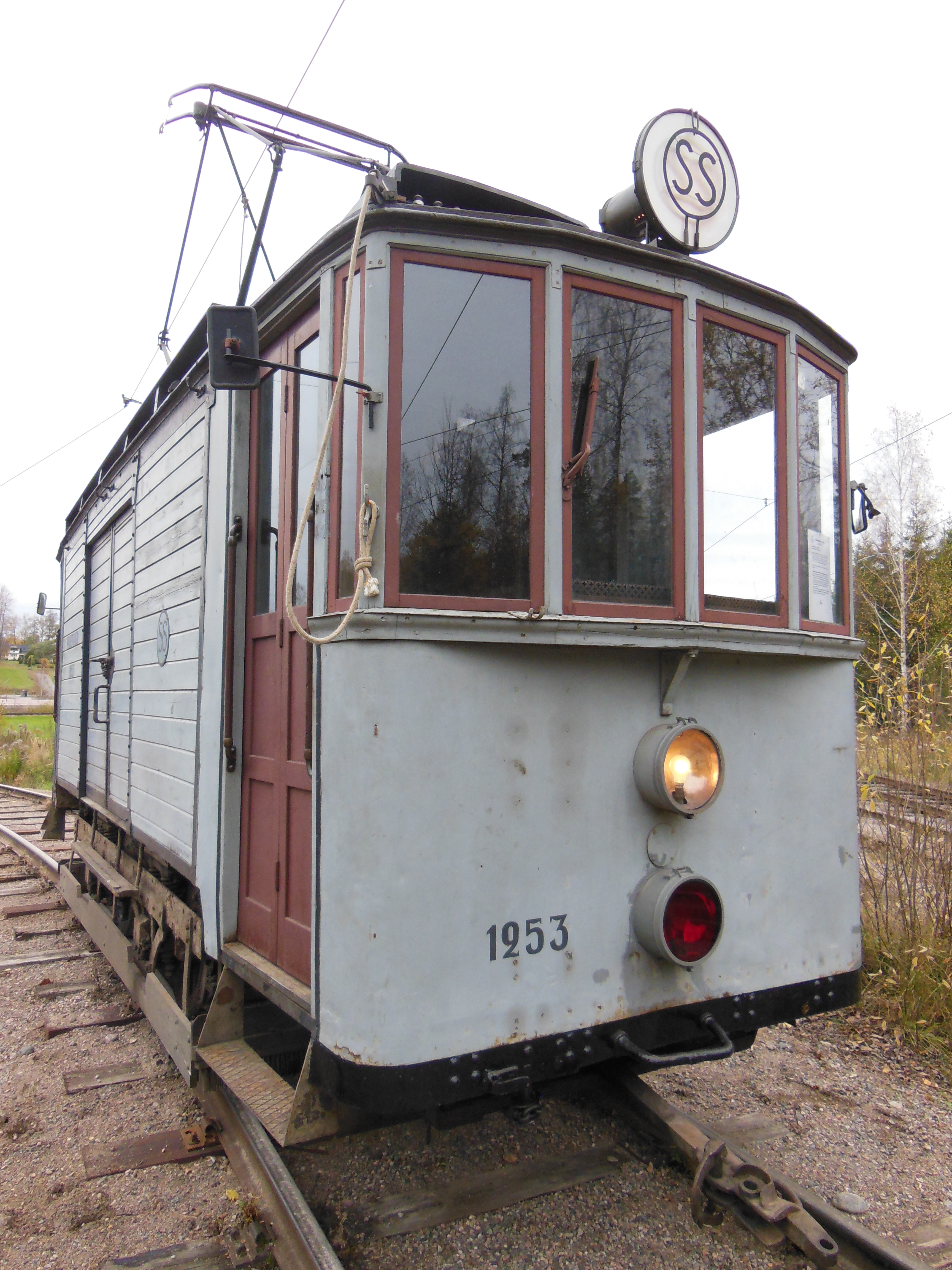
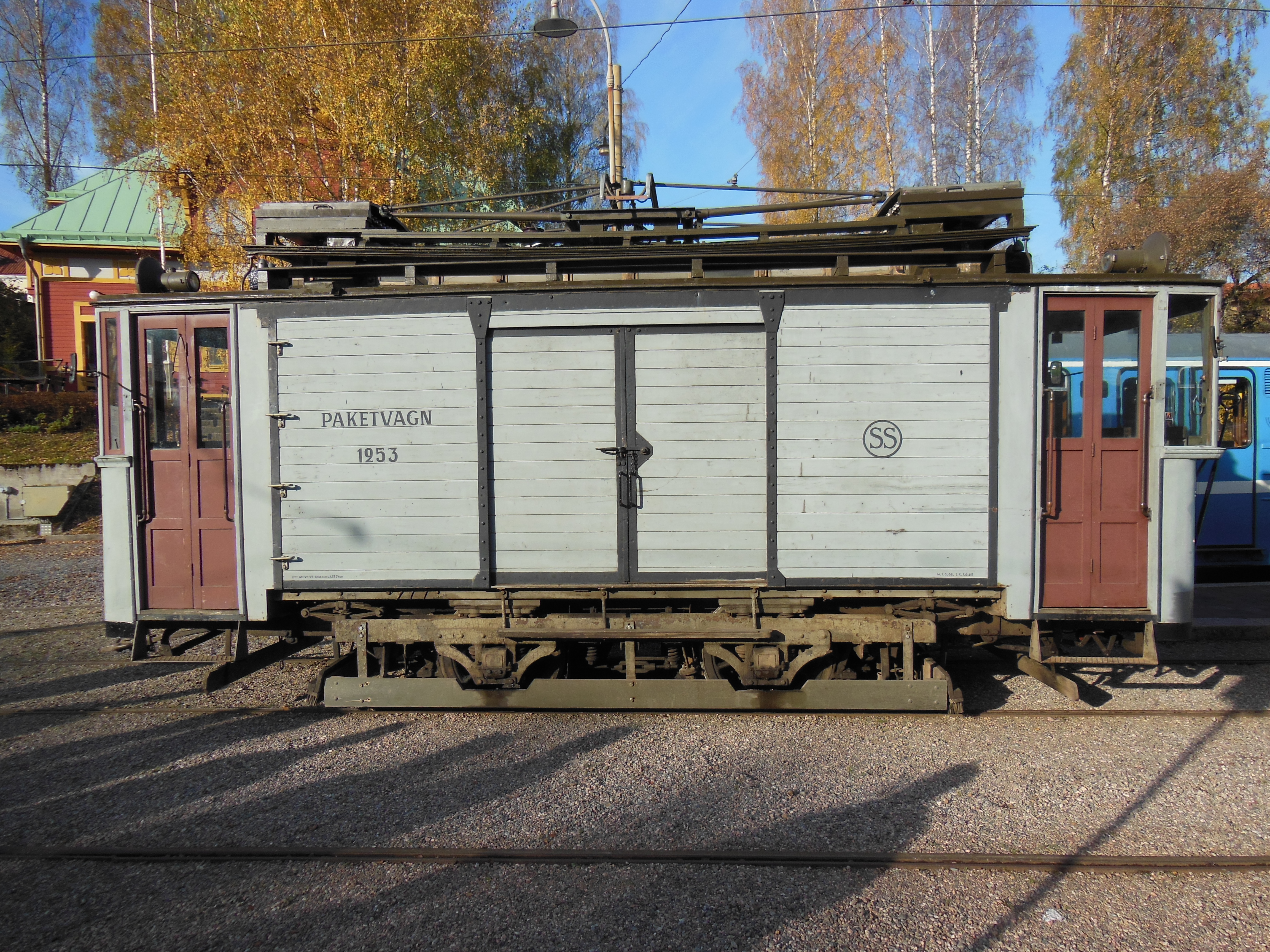
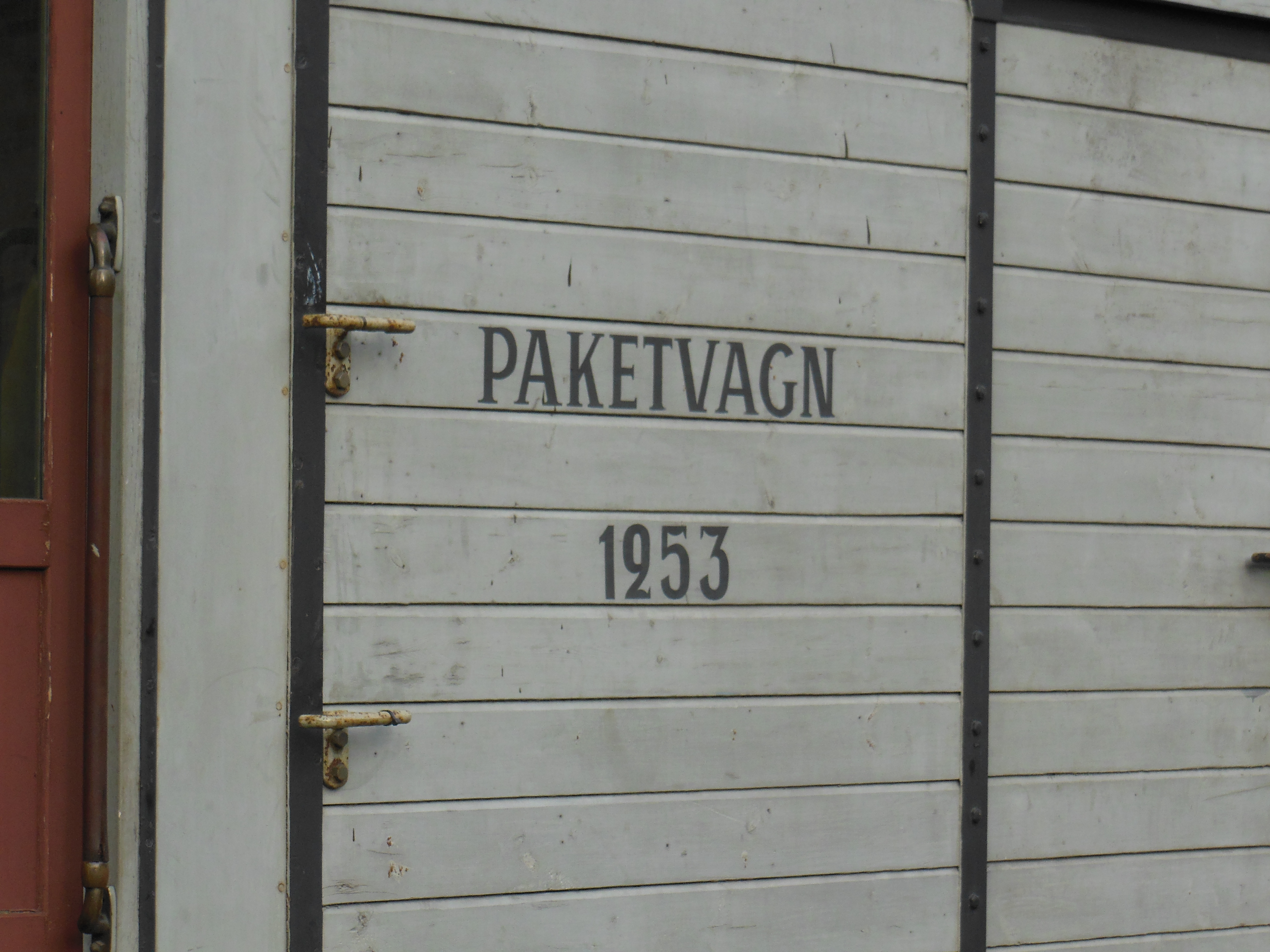

- Wikimedia Commons har media som rör SS M1 1253.